# فردريك فون ثيون
فردريك فون ثيون (بالألمانية: Friedrich von Thun)‏ هو ممثل نمساوي، ولد في 30 يونيو 1942 في التشيك. من الجوائز التي نالها جائزة شتايغر ‏.

## أعمال

### أفلام
- (1993) قائمة شندلر[5][6][7]

## جوائز
- جائزة شتايغر [الإنجليزية]‏

## وصلات خارجية
- فردريك فون ثيون على موقع IMDb (الإنجليزية)
- فردريك فون ثيون على موقع مونزينجر (الألمانية)
- فردريك فون ثيون على موقع ألو سيني (الفرنسية)
- فردريك فون ثيون على موقع ميوزك برينز (الإنجليزية)
- فردريك فون ثيون على موقع قاعدة بيانات الأفلام السويدية (السويدية)
- فردريك فون ثيون على موقع ديسكوغز (الإنجليزية)
- فردريك فون ثيون على موقع قاعدة بيانات الفيلم (الإنجليزية)
- فردريك فون ثيون على موقع كينوبويسك (الروسية)